# Scrophularia laevigata
Scrophularia laevigata är en flenörtsväxtart som beskrevs av Vahl. Scrophularia laevigata ingår i släktet flenörter, och familjen flenörtsväxter. Inga underarter finns listade i Catalogue of Life.